# Ilovačak
Ilovačak falu Horvátországban, Sziszek-Monoszló megyében. Közigazgatásilag Glinához tartozik.

## Fekvése
Sziszek városától légvonalban 33, közúton 48 km-re nyugatra, községközpontjától légvonalban 17, közúton 25 km-re északnyugatra, a Kulpa jobb partján fekszik.

## Története
A környék számos településéhez hasonlóan a 17. század vége felé népesült be. A katonai határőrvidék része lett. A 18. század közepén megalakult a Glina központú első báni ezred, melynek fennhatósága alá ez a vidék is tartozott. 1881-ben megszűnt a katonai közigazgatás. 1857-ben 326, 1910-ben 543 lakosa volt. 1918-ban az új szerb-horvát-szlovén állam, majd később Jugoszlávia része lett. A második világháború idején a Független Horvát Állam része volt. 1991. június 25-én a frissen kikiáltott független Horvátország része lett. A szerb erők 1991 decemberében elfoglalták és lerombolták, horvát lakosságát elűzték. Csak 1995. augusztus 8-án a Vihar hadművelettel szabadította fel a horvát hadsereg. 2011-ben 93 lakosa volt, akik földműveléssel, állattartással foglalkoztak.

## Népesség
| Lakosság változása | Lakosság változása | Lakosság változása | Lakosság változása | Lakosság változása | Lakosság változása | Lakosság változása | Lakosság változása | Lakosság változása | Lakosság változása | Lakosság változása | Lakosság változása | Lakosság változása | Lakosság változása | Lakosság változása | Lakosság változása |
| ------------------ | ------------------ | ------------------ | ------------------ | ------------------ | ------------------ | ------------------ | ------------------ | ------------------ | ------------------ | ------------------ | ------------------ | ------------------ | ------------------ | ------------------ | ------------------ |
| 1857               | 1869               | 1880               | 1890               | 1900               | 1910               | 1921               | 1931               | 1948               | 1953               | 1961               | 1971               | 1981               | 1991               | 2001               | 2011               |
| 326                | 420                | 385                | 428                | 498                | 543                | 494                | 542                | 513                | 502                | 501                | 435                | 393                | 350                | 176                | 93                 |

## Nevezetességei
Szent Péter és Pál apostolok tiszteletére szentelt római katolikus kápolnája. Négyszög alaprajzú épület a szentély jobb oldalán sekrestyével, bejárata előtt nyitott előcsarnokkal. Harangtornya a bejárat felett magasodik gúla alakú toronysisakkal. Az épületet a II. világháborúban és a délszláv háborúban is lerombolták, de a helyi hívek mindig újjáépítették. A belső falakat szép faliképek díszítik. A bučicai plébánia filiája.